# Bartolomeo da Novara

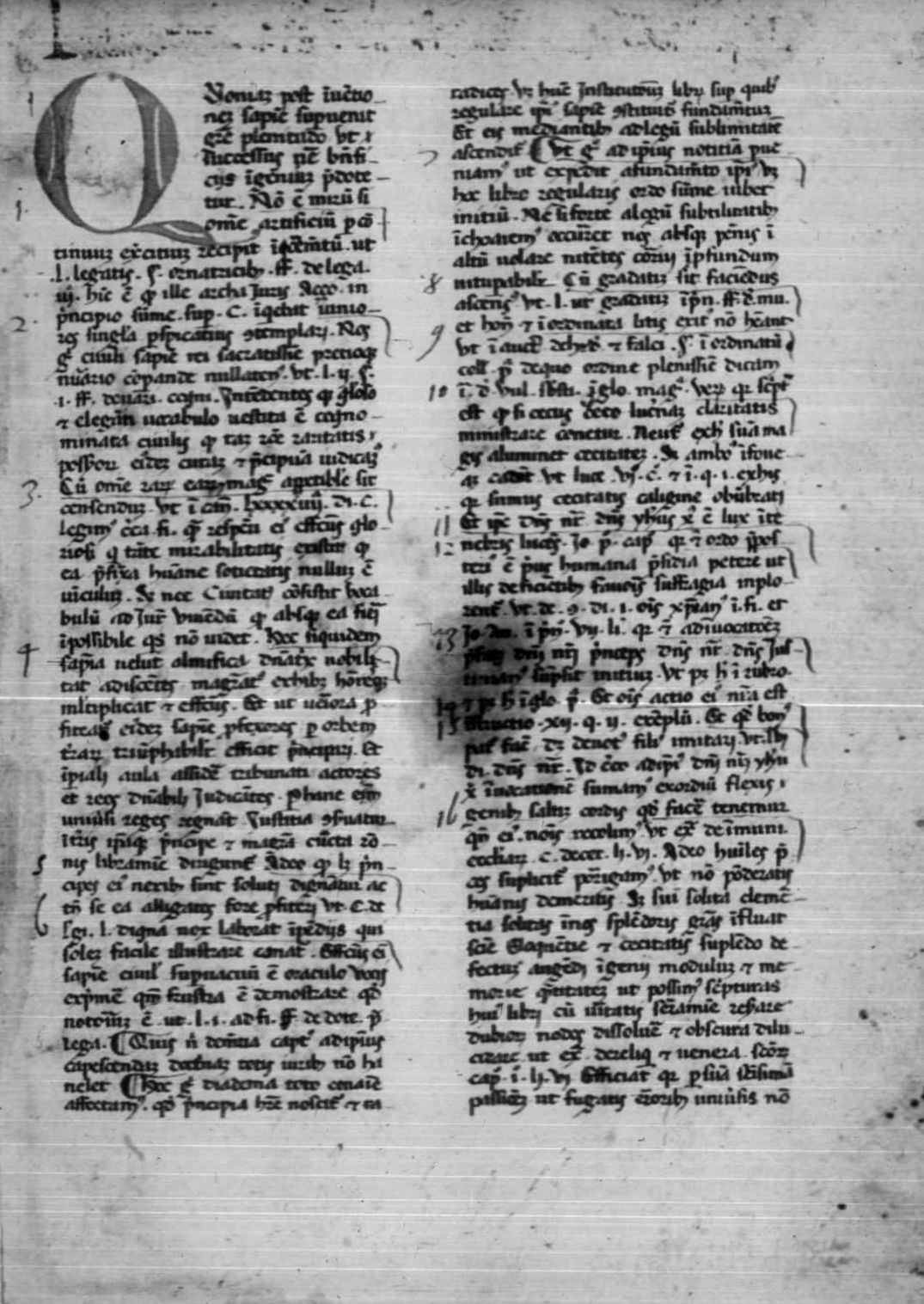
Lectura Institutionum, manoscritto, XV secolo

Bartolomeo da Novara (Novara, seconda metà del XIV secolo – prima metà del XV secolo) è stato un giurista italiano attivo dal 1390 alla prima metà del 1400.

## Biografia
Poche sono le notizie biografiche e gli studi accademici certi pervenuti ad oggi. Le prime fonti (1390) lo descrivono come avvocato concistoriale mandato da papa Bonifacio IX in Inghilterra in veste di nunzio apostolico. Nel 1394 ricopre il ruolo di teste in un instrumentum concordiae tra un Colonna e il papa ma anche di un instrumentum impignorationis che riguardava alcuni beni di Carlo Malatesta da Bertinoro, i quali vennero sottoposti a garanzia dal papa (Bonifacio IX). Inoltre, in base ad alcune notizie non si può escludere il ruolo di insegnante presso l'ateneo di Bologna ricoperto tra il 1424 e il 1429. Oggetto del suo insegnamento troviamo: la lectura Codicis, diebus festivis de sero, la lectura Digesti Veteris, diritto canonico con la lectura ordinaria Sexti et Clementinarum. Il suo stipendio oscilla tra i 101 lire annue e le 125 lire. 
Non del tutte certe sono anche le informazioni circa i suoi studi dove sembra che compaiano opere esegetiche. Tra gli studiosi che hanno cercato di interpretare le fonti e dare notizie certe sulla paternità di alcune opere che nel corso del tempo sono state attribuite a Bartolomeo da Novara vi sono Eduard Meijers, Guido Panciroli, Girolamo Tiraboschi, Giammaria Mazzuchelli, Friedrich Carl von Savigny ed Enrico Besta. 
Tra gli scritti in cui compare l'intervento dell'autore Casus in quibus requiritur speciale mandatum:ms. Vat. lat. 10726 della Biblioteca Vaticana f. 99. P, opera composta da un indice negoziale in cui nella prima parte dove sono presenti i casus, ve ne sono alcuni non numerati in cui compare la sigla "subscriptio:"Bartolus (1) de Novaria utriusque iuris doctor". Altra opera riguarda le Institutiones giustinianee: Inst.1, 2,1 (nel ms. 917 della Universitátsbibliothek di Lipsia, ai ff. 325-329), InSt.1, 2, 9 (nel ms. lipsiense, ai ff. 330-336), in cui Bartolomeo da Novara aggiunge, a due paragrafi, delle Repetitiones. Nel codice lipsiense le due repetitiones sono intitolate Materia statutorum domini bartholomei de novaria quam posuit super paragraphuni Ius autem civile Institutionum de iure naturali gentium et civili e Materia consuetudinis bartholomeí de novaria quam posuit super paragraphum Non scripto Institutionum de iure nature (!) gentium et civili.

## Opere

### Manoscritti
- Lectura Institutionum, XV secolo, Città del Vaticano, Biblioteca Apostolica Vaticana, Fondo Vaticano latino, Vat. lat. 2540,  ff. 111-189.
- Lectura Institutionum, XV secolo, Milano, Biblioteca Ambrosiana, Fondo manoscritti, ms. H 172 inf.,  ff. 2ra-132va.